# Союз П
Союз П, също наричан и „Союз 7К-П“(П – от прехващач) е съветски космически кораб, проектиран от Сергей Корольов в края на 1962 г. и предназначен за военни мисии. Союз П, заедно с другата военна версия – „Союз Р“ е модификация на „Союз“, разработен за полета около Луната. Военните версии са създадени от Корольов като част от стратегията за получаване на подкрепа и финансиране от военни предприятия, които са доминиращи в съветската космонавтика.

## Цели
„Союз П“ е предназначен за извършване на разузнавателни операции. За задвижваща степен се използвал „Союз Б“, захранван от „танкера“ „Союз В“, които се стартират поотделно, а впоследствие се скачват в космоса. Корабът е щял да има възможност да засича вражески кораби и спътници в орбита до 6000 km височина.
По принцип военното ръководство на СССР подкрепя проекта, знаейки за разработвания в САЩ проект MOL за изграждане на военна космическа станция.
Проектът е насочен от Kорольов (който бил по-заинтересован от лунните проекти) в един от клоновете на ОКБ-1, намиращ се в гр. Самара, под ръководството от главния дизайнер Дмитрий Козлов Илич, който се заема със „Союз П“ през 1964 г. В първоначалния проект се предвижда откриване и унищожаване на неприятелския спътник, когато „Союз П“ е близо до спътника и член на екипажа да проведе космическа разходка за извършване на съответното действие. Тази схема е отхвърлена за това, че е технически сложно и рисковано за екипажа. Препроектирането на „Союз П“ довежда до дизайна на „Союз ПКП“ (7K-ПКП).

## Особености
- Екипаж: 2
- Дължина: 6.5 m
- Максимален диаметър: 2.72 m
- Жилищен обем: 13 m³
- Маса: 6700 кг